# Летавет, Александр Иванович
Александр Иванович Летавет (19 января 1898, Венденский уезд, Лифляндская губерния — 1 декабря 1937, Ленинград) — русский моряк и советский морской офицер, капитан 2-го ранга, командир линкора «Парижская коммуна». Репрессирован в 1936 году, расстрелян.

## Биография
Летавет Александр Иванович родился 19 января 1898 года в деревне Слокас (хут. Эвелин) Венденского уезда Лифляндской губернии. Латыш, из крестьян. Окончил 1 класс начальной школы, 2 класса церковно-приходской школы, в 1912 году — 1 класс городского начального училища. Работал каменщиком.

### В Российском императорском флоте
С 14 августа 1915 по 1 мая 1916 года обучался в Школе юнгов в Кронштадте. С мая 1916 года — матрос 2-й статьи линейного корабля «Император Александр II». С сентября по октябрь 1916 года — в школе гальванёров УАО Балтийского флота, с октября 1916 года — гальванный старшина канонерской лодки «Храбрый» Балтийского флота. Унтер-офицер 2-й статьи.

### Революция и Гражданская война
Участник Ледового похода Балтийского флота. С декабря 1917 по июнь 1918 г. — товарищ председателя Кронштадтского военно-морского комитета. С 1 июля 1918 года — в экспедиции Северного Ледовитого океана. 20 сентября 1918 года поступил на Курсы командного состава флота (с 30.06.1919 — Училище). Член РКП(б) с 19 февраля 1919 года. С 14 апреля 1919 года, находясь в отпуске, исполнял обязанности артиллериста канонерской лодки «Троцкий». С августа 1919 года — адъютанта отряда моряков И. К. Кожанова на Каспийской ВФ. В октябре 1919 года — на 2-м курсе Училища. В составе отряда курсантов участвовал в 7-часовом бою с отрядом князя А. П. Ливена. 22 октября 1919 года у деревни Разбегай по Петроградом был ранен. В мае 1920 года — в отпуске по болезни. 16 июня 1920 года — артиллерист 2-го дивизиона канонерских лодок Азовской ВФ. Был исключен из ВКП(б) в 1920 году за неуплату взносов. В сентябре 1920 года — на 3-м курсе училища. В декабре 1920 года в отпуске, уехал за продуктами в Псковскую губернию, где перешёл границу Латвии и был задержан. Содержался в Рижском централе, лагере военнопленных в Валке. Освобожден, мобилизован в Военно-морские силы Латвии, служил на тральщике Вирсайтис «М-68». В сентябре 1921 года бежал в РСФСР.

### РККФ
После проверки в Особом отделе Петроградского ВО освобожден. Сдал экзамены за 3-й курс, в июне 1922 года закончил Училище командного состава флота. 6 июля 1922 года — вахтенный начальник эсминца «Всадник». 10 марта 1923 года — артиллерист эсминца «Троцкий» МСБМ. С 1923 года повторно кандидат в члены ВКП(б), в 1924 исключен за нетактичное отношение к партийным обязанностям. С 1.12.1923 по 17.02.1925 года — окончил артиллерийский класс СККС флота. 23 февраля 1925 года — старший помошникк командирара линейного корабля «Марат» МСБМ. 15 апреля 1926 года — флагманский артиллерист бригады линейных кораблей МСБМ. С 9 декабря 1929 года — командир учебного судна «Комсомолец» МСБМ. С 1926 года в третий раз кандидат, с 1928 года член ВКП(б).
С 30 января 1931 года командир линейного корабля «Парижская коммуна» МСЧМ, член Севастопольского горсовета.
26 января 1933 назначен, 1 апреля 1933 приступил к обязанностям начальника 1-го отдела Артиллерийского научно-исследовательского морского института. 13 мая 1933 года — заместитель начальника института и начальник 5-го отдела. 23 декабря 1935 года третий раз исключен из партии за утрату документов, забыл папку в трамвае. Капитан 2-го ранга (1936).

### Репрессии
Проживал в Ленинграде, В. О., Съездовская линия, д. 7, кв. 5. Приказом НКО № 1379 от 29 августа 1936 года уволен по ст. 44 «Б». Был арестован 9 октября 1936 года. Выездной сессией Военной коллегии Верховного суда СССР в городе Ленинград 1 декабря 1937 года приговорен по ст. ст. 58-1б-8-11 УК РСФСР к ВМН. Расстрелян 1 декабря 1937 года.